# 上總大久保站
上總大久保站（日语：／ Kazusa-Ōkubo eki */?）是位於千葉縣市原市大久保，屬於小湊鐵道小湊鐵道線的車站。
在日本，由於有數個同稱為「大久保」的車站，單是JR東日本亦已在東京都設有大久保站，並早於1895年便存在，本站因此被附上舊令制國「上總」的前綴以作區別。

## 車站構造
車站現時採用了簡易車站模式，不設站房，並以位於月台中央的候車亭中內開設一個出入口作為車站的出入口。
站前設有公共電話，亦設有2座洗手間。一座為簡易式設計，設有男性用的企兜及乾廁，另一個為設有獨立男、女及傷殘人士的新洗手間，由建築設計公司「CLIP」所設計及建造，並命名為「森之入口」。

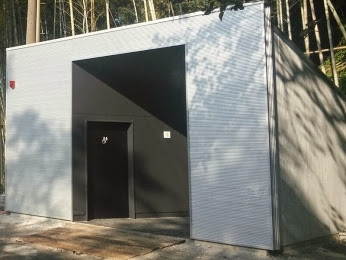
公廁「森之入口」（2015年4月26日）

### 月台

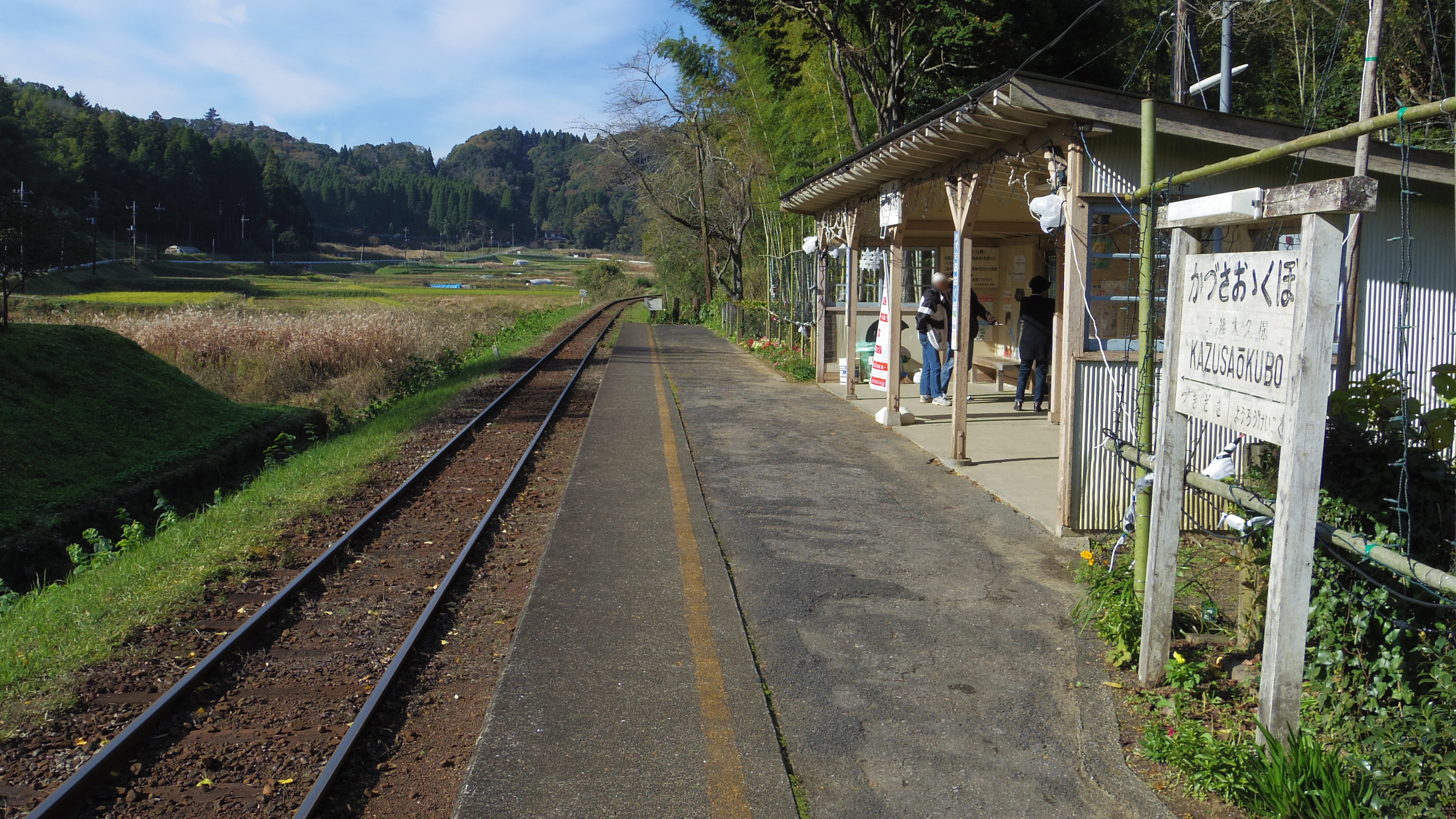
月台(2015年11月)

只設有側式月台1座，長度只有約40米，有效長度為2輛，不但列車不可以在此交會，當列車需要臨時增結時，超過月台長度的車廂將不會開門，並由位於列車內的車掌控制車門開關。
月台以石板及木板所砌成，亦只設有兼備車站出入口、以鐵架及鐵皮所搭建而成的有蓋候車亭一座。候車亭內側的牆壁，由已結束的市原市立白鳥小學校的學生畫上電影《龍貓》的圖案、亦有掛上由該校學生所創作的繪畫。
列車到站時，往上總中野方向為左側上落，往五井方向為右側上落。
| 方向 | 路線        | 方向                   |
| ---- | ----------- | ---------------------- |
| 上行 | ■小湊鐵道線 | 上總牛久、五井方向     |
| 下行 | ■小湊鐵道線 | 養老溪谷、上總中野方向 |

## 歷史
- 1928年5月16日：小湊鐵道月崎至上總中野開業，本車站啟用[3]。
- 1956年：改為無人車站。

## 使用狀況
以下為乘車人次變化列表：
| 乘車人次變化 | 乘車人次變化     | 乘車人次變化 |
| 年度         | 1日平均 乘車人次 | 參考資料     |
| ------------ | ---------------- | ------------ |
| 1986         | 170              | [ 統計 1 ]   |
|              |                  |              |
| 2007         | 34               | [ 統計 2 ]   |
| 2008         | 34               | [ 統計 3 ]   |
| 2009         | 32               | [ 統計 4 ]   |
| 2010         | 29               | [ 統計 5 ]   |
| 2011         | 23               | [ 統計 6 ]   |
| 2012         | 8                | [ 統計 7 ]   |
| 2013         | 10               | [ 統計 8 ]   |
| 2014         | 12               | [ 統計 9 ]   |
| 2015         | 14               | [ 統計 10 ]  |
| 2016         | 14               | [ 統計 11 ]  |
| 2017         | 12               | [ 統計 12 ]  |
| 2018         | 8                | [ 統計 13 ]  |
| 2019         | 7                | [ 統計 14 ]  |
| 2020         | 5                | [ 統計 15 ]  |
| 2021         | 4                | [ 統計 16 ]  |
| 2022         | 4                | [ 統計 17 ]  |

## 車站周邊
車站周邊被山包圍。西邊為田園地帶。只有車站北邊沿千葉縣道32號才設有一個小型的民居集落。
過去於車站月台對面（南邊）的小山丘上設有舊市原市立白鳥小學。該校在2013年合併至加茂學園後關校，校舍沒有後繼設施使用。但是該處曾經活用校舍，成為了藝術祭「市原·Art Mix」會場。

## 相鄰車站
小湊鐵道
■小湊鐵道線
■房總里山Torocco、□觀光急行
通過
■普通
月崎－上總大久保－養老溪谷

### 統計資料
1. ↑  千葉縣統計年鑑（昭和63年） （页面存档备份，存于）（日語）
2. ↑  千葉縣統計年鑑（平成20年） （页面存档备份，存于）（日語）
3. ↑  千葉縣統計年鑑（平成21年） （页面存档备份，存于）（日語）
4. ↑  千葉縣統計年鑑（平成22年） （页面存档备份，存于）（日語）
5. ↑  千葉縣統計年鑑（平成23年） （页面存档备份，存于）（日語）
6. ↑  千葉縣統計年鑑（平成24年） （页面存档备份，存于）（日語）
7. ↑  千葉縣統計年鑑（平成25年） （页面存档备份，存于）（日語）
8. ↑  千葉縣統計年鑑（平成26年） （页面存档备份，存于）（日語）
9. ↑  千葉縣統計年鑑（平成27年） （页面存档备份，存于）（日語）
10. ↑  千葉縣統計年鑑（平成28年） （页面存档备份，存于）（日語）
11. ↑  千葉縣統計年鑑（平成29年） （页面存档备份，存于）（日語）
12. ↑  千葉縣統計年鑑（平成30年） （页面存档备份，存于）（日語）
13. ↑  千葉縣統計年鑑（令和元年） （页面存档备份，存于）（日語）
14. ↑  千葉県統計年鑑（令和2年）
15. ↑  . 千葉県.   [2022-08-28]. （原始内容 (xls)存档于2022-08-28）.
16. ↑  千葉縣統計年鑑（令和4年），11 運輸・通信—111民鉄等駅別1日平均運輸状況（2021(令和3)年度）
17. ↑  千葉縣統計年鑑（令和5年），11 運輸・通信—111民鉄等駅別1日平均運輸状況（2022(令和4)年度）

## 外部連結
- 小湊鐵道上總大久保站 （页面存档备份，存于）（日語）